# Festival de Eurovisión de Jóvenes Bailarines 1987
La II edición del Festival de Eurovisión de Jóvenes Bailarines se celebró en el Schlosstheater, Schwetzingen (Alemania) el 31 de mayo de 1987 a las 20:30 horas (CET).
En esta edición se permitió participar a un país no Europeo cuya televisión es miembro asociado (no es miembro activo) de la UER, Canadá.
Los países participantes podían mandar a uno o dos bailarines, tanto hombre como mujer cuya edad fuera igual o inferior a 20 años. Además, debían haber nacido o residir en el país al cual representaban.
Cada actuación consistía en uno o dos bailes sin reglas ni limitaciones en cuanto al estilo; aunque los bailes no podían durar más de 5 minutos (para solistas) o 10 minutos (para parejas).
Los ganadores de esta edición fueron la pareja formada por Rose Gad Poulsen y Nikolaj Hübbe, representantes de Dinamarca.

## Jurado
El jurado de esta edición que fue el encargado de elegir al ganador estuvo compuesto por:
- Paolo Bortoluzzi (Presidente del jurado)
- Frank Andersen
- Oscar Araiz
- Celia Franca
- Mary Hinkson
- Mette Honningen
- Galina Samsova
- Heinz Spoerli
- José de Udaeta

## Participantes y Clasificación
Un total de 15 países participaron en esta edición con 14 actuaciones debido a que Bélgica y Países Bajos participaron juntos:
| Posición | País y TV               | Representante                      |
| -------- | ----------------------- | ---------------------------------- |
| 1        | Dinamarca DR            | Rose Gad Poulsen and Nikolaj Hübbe |
| 2        | Suiza SSR SRG           | Frédéric Gafner                    |
| 3        | Alemania Occidental ZDF | Stefanie Arndt                     |
| -        | Austria ORF             | Erika Nowak                        |
| -        | Bélgica BRT / RTBF      | Marieke Simons & Bart de Block     |
| -        | Países Bajos NTS        | Marieke Simons & Bart de Block     |
| -        | Canadá CBC              | Stephen Legate                     |
| -        | Finlandia YLE           | Susanna Aaltonen and Tomi Paasonen |
| -        | Francia A2F             | Marie-Soizic Cabié                 |
| -        | Italia RAI              | Giulia Menicucci                   |
| -        | Noruega NRK             | Halldis Olafsdottir                |
| -        | España TVE              | Maria Montserrat Leon              |
| -        | Suecia SVT              | Johannes Öhman                     |
| -        | Reino Unido BBC         | Paul Liburd                        |
| -        | Yugoslavia JRT          | Vedrana Ostojic                    |

1. ↑  Bélgica y Países Bajos participaron con una candidatura conjunta.